# Lista över Örjan Kihlströms större segrar
Lista över Örjan Kihlströms större segrar som travkusk.

## Grupp 1-lopp
| År   | Lopp                           | Häst               | Tränare               | Vinstbelopp   |
| ---- | ------------------------------ | ------------------ | --------------------- | ------------- |
| 1995 | Breeders' Crown, 4-åriga h/v   | Imposant Sund      | Roger Walmann         | 500 000 SEK   |
| 1997 | E3-final (långa), ston         | Mack Action Ås     | Olle Goop             | 400 000 SEK   |
| 1998 | Svenskt Trav-Oaks              | Pine Princess      | Nils Sylvén           | 800 000 SEK   |
| 1999 | Derbystoet                     | Pine Princess      | Nils Sylvén           | 350 000 SEK   |
| 1999 | Breeders' Crown, 4-åriga ston  | Pine Princess      | Nils Sylvén           | 750 000 SEK   |
| 2000 | Breeders' Crown, 4-åriga ston  | Glory and Gold     | Roger Walmann         | 750 000 SEK   |
| 2001 | E3-final (långa), ston         | Pine Dust          | Stefan Hultman        | 520 000 SEK   |
| 2001 | Gran Premio Campionato Europeo | Igor Brick         | Stefan Melander       | 1 584 000 SEK |
| 2001 | Svenskt Trav-Oaks              | Pine Dust          | Stefan Hultman        | 1 000 000 SEK |
| 2001 | Svenskt Travkriterium          | From Above         | Stefan Hultman        | 1 600 000 SEK |
| 2001 | Breeders' Crown, 4-åriga h/v   | Energetic          | Stefan Hultman        | 750 000 SEK   |
| 2002 | Stochampionatet                | Pine Dust          | Stefan Hultman        | 850 000 SEK   |
| 2002 | Svenskt Travderby              | From Above         | Stefan Hultman        | 1 600 000 SEK |
| 2002 | Breeders' Crown, 3-åriga h/v   | Naglo              | Stefan Hultman        | 750 000 SEK   |
| 2002 | Breeders' Crown, 4-åriga h/v   | From Above         | Stefan Hultman        | 750 000 SEK   |
| 2003 | Elitloppet                     | From Above         | Stefan Hultman        | 2 000 000 SEK |
| 2003 | E3-final (långa), h/v          | Face of Speed      | Lutfi Kolgjini        | 800 000 SEK   |
| 2003 | E3-final (långa), ston         | Giant Diablo       | Roger Walmann         | 477 000 SEK   |
| 2003 | E3-final (korta), ston         | Giant Diablo       | Roger Walmann         | 477 000 SEK   |
| 2003 | Svenskt Trav-Oaks              | Giant Diablo       | Roger Walmann         | 1 000 000 SEK |
| 2003 | Grand Prix l’UET               | Naglo              | Stefan Hultman        | 230 000 EUR   |
| 2003 | Breeders' Crown, 3-åriga ston  | Giant Diablo       | Roger Walmann         | 500 000 SEK   |
| 2003 | Breeders' Crown, 4-åriga ston  | Countess Tomali    | Roger Walmann         | 500 000 SEK   |
| 2004 | Prix de France                 | Naglo              | Stefan Hultman        | 1 787 960 SEK |
| 2004 | Drottning Silvias Pokal        | Giant Diablo       | Roger Walmann         | 100 000 EUR   |
| 2004 | Sprintermästaren               | Gentleman          | Stefan Hultman        | 100 000 EUR   |
| 2004 | Stochampionatet                | Giant Diablo       | Roger Walmann         | 850 000 SEK   |
| 2004 | Sundsvall Open Trot            | Infant du Bossis   | Stefan Melander       | 700 000 SEK   |
| 2004 | Svenskt Trav-Oaks              | Alexia Ås          | Roger Walmann         | 1 000 000 SEK |
| 2004 | Gran Premio Gaetano Turilli    | Infant du Bossis   | Stefan Melander       | 1 028 077 SEK |
| 2004 | Gran Premio Freccia d'Europa   | Infant du Bossis   | Stefan Melander       | 341 322 SEK   |
| 2004 | Gran Premio Palio Dei Comuni   | Infant du Bossis   | Stefan Melander       | 764 889 SEK   |
| 2005 | Prix de France                 | Naglo              | Stefan Hultman        | 1 793 900 SEK |
| 2005 | St. Michel-loppet              | Giant Diablo       | Roger Walmann         | 50 000 EUR    |
| 2005 | Svenskt Travkriterium          | Jaded              | Stefan Hultman        | 1 600 000 SEK |
| 2005 | Breeders' Crown, 4-åriga h/v   | Triton Sund        | Stefan Hultman        | 500 000 SEK   |
| 2006 | Sundsvall Open Trot            | Giant Diablo       | Roger Walmann         | 1 000 000 SEK |
| 2006 | Åby Stora Pris                 | Red Chili Pirat    | Patrik Södervall      | 1 000 000 SEK |
| 2006 | Svenskt Travkriterium          | Marquis du Pommeau | Timo Nurmos           | 1 600 000 SEK |
| 2007 | E3-final (långa) ston          | Lie Detector       | Stefan Hultman        | 422 000 SEK   |
| 2007 | E3-final (korta), ston         | Nursery Rhyme      | Roger Walmann         | 422 000 SEK   |
| 2007 | Svenskt Travkriterium          | Sahara Dynamite    | Timo Nurmos           | 1 600 000 SEK |
| 2008 | Konung Gustaf V:s Pokal        | Dust All Over      | Roger Walmann         | 100 000 EUR   |
| 2008 | Drottning Silvias Pokal        | Lie Detector       | Stefan Hultman        | 100 000 EUR   |
| 2008 | Stochampionatet                | Lie Detector       | Stefan Hultman        | 850 000 SEK   |
| 2008 | Sprintermästaren               | Dust All Over      | Roger Walmann         | 100 000 EUR   |
| 2008 | E3-final (långa), h/v          | Maharajah          | Stefan Hultman        | 800 000 SEK   |
| 2008 | Ulf Thoresens Minneslopp       | Lord Capar         | Sven E S Andersson    | 708 840 SEK   |
| 2008 | Svenskt Travkriterium          | Maharajah          | Stefan Hultman        | 1 600 000 SEK |
| 2009 | Copenhagen Cup                 | Triton Sund        | Stefan Hultman        | 911 500 SEK   |
| 2009 | Olympiatravet                  | Triton Sund        | Stefan Hultman        | 1 500 000 SEK |
| 2009 | Stochampionatet                | Calamara Donna     | Roger Walmann         | 1 000 000 SEK |
| 2009 | Jubileumspokalen               | Iceland            | Stefan Melander       | 1 000 000 SEK |
| 2009 | Svenskt Travderby              | Maharajah          | Stefan Hultman        | 1 600 000 SEK |
| 2009 | Derbystoet                     | Calamara Donna     | Roger Walmann         | 500 000 SEK   |
| 2009 | Grand Prix l’UET               | Maharajah          | Stefan Hultman        | 230 000 EUR   |
| 2010 | E3-final (korta), ston         | Tamla Celeber      | Roger Walmann         | 650 000 SEK   |
| 2010 | Svenskt Trav-Oaks              | Tamla Celeber      | Roger Walmann         | 1 000 000 SEK |
| 2010 | Breeders' Crown, 3-åriga h/v   | One too Many       | Stefan Hultman        | 750 000 SEK   |
| 2011 | Prix de Paris                  | Maharajah          | Stefan Hultman        | 180 000 EUR   |
| 2011 | Stochampionatet                | Tamla Celeber      | Roger Walmann         | 1 000 000 SEK |
| 2011 | Sprintermästaren               | Orecchietti        | Stefan Hultman        | 1 000 000 SEK |
| 2011 | Grosser Preis von Deutschland  | Tamla Celeber      | Roger Walmann         | 80 572 EUR    |
| 2011 | Breeders' Crown, 3-åriga h/v   | Perfectly Enough   | Stefan Hultman        | 1 000 000 SEK |
| 2012 | Ulf Thoresens Minneslopp       | Pojke Kronos       | Roger Walmann         | 696 540 SEK   |
| 2012 | Europeiskt championat för ston | Tamla Celeber      | Roger Walmann         | 750 000 SEK   |
| 2012 | E3-final (korta), ston         | Mousse             | Catarina Lundström    | 800 000 SEK   |
| 2013 | Olympiatravet                  | Maharajah          | Stefan Hultman        | 1 500 000 SEK |
| 2013 | E3-final (långa), h/v          | Rolling Stones     | Stefan Hultman        | 800 000 SEK   |
| 2013 | Hugo Åbergs Memorial           | Commander Crowe    | Fabrice Souloy        | 1 000 000 SEK |
| 2013 | Jubileumspokalen               | Panne de Moteur    | Stefan Hultman        | 1 000 000 SEK |
| 2013 | Sundsvall Open Trot            | Panne de Moteur    | Stefan Hultman        | 1 000 000 SEK |
| 2013 | Svenskt Trav-Oaks              | D'One              | Roger Walmann         | 2 800 000 SEK |
| 2013 | Breeders' Crown, 4-åriga h/v   | Digital Ink        | Stefan Melander       | 850 000 SEK   |
| 2014 | Prix d'Amérique                | Maharajah          | Stefan Hultman        | 500 000 EUR   |
| 2014 | E3-final (långa), h/v          | Al Dente           | Catarina Lundström    | 800 000 SEK   |
| 2014 | E3-final (korta), h/v          | Al Dente           | Catarina Lundström    | 800 000 SEK   |
| 2014 | Åby Stora Pris                 | Commander Crowe    | Fabrice Souloy        | 1 000 000 SEK |
| 2014 | Svenskt Travderby              | Poochai            | Svante Båth           | 2 000 000 SEK |
| 2014 | Breeders' Crown, 4-åriga h/v   | Västerbo Fantast   | Svante Båth           | 800 000 SEK   |
| 2015 | Konung Gustaf V:s Pokal        | Volstead           | Stefan Melander       | 100 000 EUR   |
| 2015 | Elitloppet                     | Magic Tonight      | Roger Walmann         | 3 000 000 SEK |
| 2015 | Jubileumspokalen               | Nimbus C.D.        | Stefan Hultman        | 1 000 000 SEK |
| 2015 | Sundsvall Open Trot            | Delicious U.S.     | Daniel Redén          | 1 000 000 SEK |
| 2016 | Prix de Paris                  | Lionel N.O.        | Fabrice Souloy        | 180 000 EUR   |
| 2016 | Elitloppet                     | Nuncio             | Stefan Melander       | 3 000 000 SEK |
| 2016 | Oslo Grand Prix                | Nuncio             | Stefan Melander       | 1 500 000 NOK |
| 2016 | E3-final (långa), h/v          | Policy of Truth    | Reijo Liljendahl      | 1 000 000 SEK |
| 2016 | Sprintermästaren               | Uncle Lasse        | Stefan Melander       | 928 830 SEK   |
| 2016 | St. Michel-loppet              | Un Mec d'Héripré   | Fabrice Souloy        | 70 000 EUR    |
| 2016 | Jubileumspokalen               | Nuncio             | Stefan Melander       | 1 000 000 SEK |
| 2016 | E3-final (korta), ston         | Unique Juni        | Hans R. Strömberg     | 1 000 000 SEK |
| 2016 | Sundsvall Open Trot            | Nuncio             | Stefan Melander       | 1 000 000 SEK |
| 2016 | UET Trotting Masters           | Nuncio             | Stefan Melander       | 1 822 944 SEK |
| 2016 | Breeders' Crown, 4-åriga ston  | In Toto Sund       | Daniel Redén          | 1 600 000 SEK |
| 2018 | Prix d'Etain Royal             | Call Me Keeper     | Daniel Redén          | 70 000 EUR    |
| 2018 | Drottning Silvias Pokal        | Dibaba             | Roger Walmann         | 1 000 000 SEK |
| 2018 | Konung Gustaf V:s Pokal        | Perfect Spirit     | Daniel Redén          | 1 000 000 SEK |
| 2018 | Sprintermästaren               | Perfect Spirit     | Daniel Redén          | 995 830 SEK   |
| 2018 | Svenskt Travderby              | Who's Who          | Pasi Aikio            | 2 000 000 SEK |
| 2018 | Svenskt Trav-Oaks              | Conrads Rödluva    | Daniel Redén          | 2 800 000 SEK |
| 2018 | Breeders' Crown, 3-åriga ston  | Conrads Rödluva    | Daniel Redén          | 1 600 000 SEK |
| 2018 | Svensk Uppfödningslöpning      | Bythebook          | Svante Båth           | 1 050 000 SEK |
| 2019 | E3-final (långa), h/v          | Aetos Kronos       | Jerry Riordan         | 1 000 000 SEK |
| 2019 | Jubileumspokalen               | Who's Who          | Pasi Aikio            | 1 000 000 SEK |
| 2019 | UET Trotting Masters           | Propulsion         | Daniel Redén          | 180 000 EUR   |
| 2019 | Svenskt Trav-Oaks              | Diana Zet          | Daniel Redén          | 2 800 000 SEK |
| 2019 | Breeders' Crown, 4-åriga ston  | Conrads Rödluva    | Daniel Redén          | 1 600 000 SEK |
| 2019 | Breeders' Crown, 4-åriga h/v   | Forfantone Am      | Roger Walmann         | 1 600 000 SEK |
| 2020 | Drottning Silvias Pokal        | Diana Zet          | Daniel Redén          | 1 000 000 SEK |
| 2020 | Sprintermästaren               | Don Fanucci Zet    | Daniel Redén          | 1 200 000 SEK |
| 2020 | Stochampionatet                | Diana Zet          | Daniel Redén          | 2 400 000 SEK |
| 2020 | Hugo Åbergs Memorial           | Double Exposure    | Daniel Redén          | 1 609 000 SEK |
| 2020 | Jubileumspokalen               | Missle Hill        | Daniel Redén          | 1 000 000 SEK |
| 2020 | Europeiskt championat för ston | Conrads Rödluva    | Daniel Redén          | 900 000 SEK   |
| 2020 | Derbystoet                     | Diana Zet          | Daniel Redén          | 1 000 000 SEK |
| 2020 | Svenskt Trav-Kriterium         | Brambling          | Daniel Redén          | 4 000 000 SEK |
| 2020 | Breeders' Crown, 3-åriga h/v   | Mister Hercules    | Daniel Redén          | 1 600 000 SEK |
| 2020 | Breeders' Crown, 4-åriga ston  | Milady Grace       | Daniel Redén          | 1 600 000 SEK |
| 2020 | Gran Premio d'Europa           | Alrajah One        | Alessandro Gocciadoro | 407 000 EUR   |
| 2021 | Elitloppet (2021)              | Don Fanucci Zet    | Daniel Redén          | 3 000 000 SEK |
| 2021 | Norrbottens Stora Pris         | Who's Who          | Pasi Aikio            | 1 000 000 SEK |
| 2021 | Stochampionatet                | Honey Mearas       | Daniel Redén          | 2 400 000 SEK |
| 2021 | Hugo Åbergs Memorial           | Who's Who          | Pasi Aikio            | 1 609 000 SEK |
| 2021 | Svenskt Trav-Kriterium         | Francesco Zet      | Daniel Redén          | 4 000 000 SEK |
| 2022 | Konung Gustaf V:s Pokal        | Francesco Zet      | Daniel Redén          | 1 000 000 SEK |
| 2022 | Paralympiatravet               | Who's Who          | Pasi Aikio            | 1 500 000 SEK |
| 2022 | Sprintermästaren               | Francesco Zet      | Daniel Redén          | 1 200 000 SEK |
| 2022 | Hugo Åbergs Memorial           | Don Fanucci Zet    | Daniel Redén          | 1 609 000 SEK |
| 2022 | Europeiskt championat för ston | Honey Mearas       | Daniel Redén          | 1 000 000 SEK |
| 2022 | Svenskt Trav-Kriterium         | Xanthis Harvey     | Daniel Redén          | 4 000 000 SEK |

## Grupp 2-lopp
| År   | Lopp                                                   | Häst              | Tränare               | Vinstbelopp   |
| ---- | ------------------------------------------------------ | ----------------- | --------------------- | ------------- |
| 1990 | Gran Premio Duomo                                      | Mr Lucken         | Örjan Kihlström       |               |
| 1993 | Norrlands Grand Prix                                   | Appletrees Pride  | Jouko Pärssinen       | 125 000 SEK   |
| 1997 | Harper Hanovers Lopp                                   | Pride Farming     | Peter Karlsson        | 200 000 SEK   |
| 1997 | Malmö Stads Pris                                       | Pride Farming     | Peter Karlsson        | 100 000 SEK   |
| 1998 | Guldstoet                                              | Pine Princess     | Nils Sylvén           | 250 000 SEK   |
| 1998 | Stosprintern                                           | Lindy's Victory   | Atle Hamre            | 150 000 SEK   |
| 1999 | Treåringseliten                                        | Sethsuit          | Sven E.S. Andersson   | 200 000 SEK   |
| 1999 | Fyraåringseliten för ston                              | Pine Princess     | Nils Sylvén           | 100 000 SEK   |
| 1999 | E3-revanschen, ston                                    | Namarra Boko      | Stefan Hultman        | 200 000 SEK   |
| 2000 | Årjängs Stora Sprinterlopp                             | Igor Brick        | Stefan Melander       | 500 000 SEK   |
| 2001 | Jämtlands Stora Pris                                   | Igor Brick        | Stefan Melander       | 500 000 SEK   |
| 2002 | Prix du Plateau de Gravelle                            | Energetic         | Stefan Hultman        | 382 720 SEK   |
| 2002 | Fyraåringseliten                                       | From Above        | Stefan Hultman        | 500 000 SEK   |
| 2002 | Svenskt Mästerskap                                     | Energetic         | Stefan Hultman        | 400 000 SEK   |
| 2002 | Sto-SM                                                 | Pine Dust         | Stefan Hultman        | 400 000 SEK   |
| 2002 | E3-revanschen, hingstar/valacker                       | Naglo             | Stefan Hultman        | 400 000 SEK   |
| 2003 | Solvalla Grand Prix                                    | Naglo             | Stefan Hultman        | 500 000 SEK   |
| 2003 | Prix Ariste-Hémard                                     | Naglo             | Stefan Hultman        | 50 000 EUR    |
| 2004 | Prix de Belgique                                       | Naglo             | Stefan Hultman        | 446 990 SEK   |
| 2004 | Fyraåringseliten för ston                              | Giant Diablo      | Roger Walmann         | 250 000 SEK   |
| 2004 | E3-revanschen, ston                                    | Alexia Ås         | Roger Walmann         | 200 000 SEK   |
| 2005 | Solvalla Grand Prix                                    | Intoxicated       | Stefan Hultman        | 500 000 SEK   |
| 2006 | Prix de la Cote d'Azur                                 | Intoxicated       | Stefan Hultman        | 660 905 SEK   |
| 2006 | Stosprintern                                           | Flicka Kronos     | Roger Walmann         | 283 245 SEK   |
| 2006 | Gulddivisionens final, dec                             | Triton Sund       | Stefan Hultman        | 300 000 SEK   |
| 2007 | Gulddivisionens final, maj                             | Jocose            | Stefan Hultman        | 300 000 SEK   |
| 2007 | Sweden Cup                                             | Jaded             | Stefan Hultman        | 500 000 SEK   |
| 2007 | Treåringseliten                                        | Artistic Ås       | Stig H. Johansson     | 300 000 SEK   |
| 2007 | Guldstoet                                              | Lie Detector      | Stefan Hultman        | 350 000 SEK   |
| 2007 | Europamatchen                                          | Speeden           | Roger Walmann         | 250 000 NOK   |
| 2008 | Gulddivisionens final, mars                            | Triton Sund       | Stefan Hultman        | 300 000 SEK   |
| 2008 | Gulddivisionens final, juni                            | Triton Sund       | Stefan Hultman        | 300 000 SEK   |
| 2008 | Gulddivisionens final, okt                             | Triton Sund       | Stefan Hultman        | 300 000 SEK   |
| 2008 | Gulddivisionens final, dec                             | Triton Sund       | Stefan Hultman        | 300 000 SEK   |
| 2008 | Norrlands Grand Prix                                   | Dust All Over     | Roger Walmann         | 250 000 SEK   |
| 2008 | Treåringseliten                                        | Lord Capar        | Sven E.S. Andersson   | 300 000 SEK   |
| 2008 | Svenskt Mästerskap                                     | Triton Sund       | Stefan Hultman        | 400 000 SEK   |
| 2009 | Gulddivisionens final, mars                            | Intoxicated       | Christina Medin       | 300 000 SEK   |
| 2009 | Gulddivisionens final, juni                            | Intoxicated       | Christina Medin       | 300 000 SEK   |
| 2009 | Svenskt Mästerskap                                     | Triton Sund       | Stefan Hultman        | 400 000 SEK   |
| 2010 | C.L. Müllers Memorial                                  | Maharajah         | Stefan Hultman        | 500 000 SEK   |
| 2010 | E3-revanschen, ston                                    | Helen Roc         | Roger Walmann         | 300 000 SEK   |
| 2010 | E3-revanschen, hingstar/valacker                       | Orecchietti       | Stefan Hultman        | 300 000 SEK   |
| 2010 | Gulddivisionens final, dec                             | Jaded             | Stefan Hultman        | 300 000 SEK   |
| 2011 | Prix de Belgique                                       | Maharajah         | Stefan Hultman        | 550 000 SEK   |
| 2011 | Harper Hanovers Lopp                                   | Yellow Eden       | Stefan Hultman        | 500 000 SEK   |
| 2011 | Fyraåringseliten                                       | Orecchietti       | Stefan Hultman        | 500 000 SEK   |
| 2011 | Sommartravets final                                    | Caballion         | Henrik Larsson        | 500 000 SEK   |
| 2011 | Svampen Örebro                                         | Dreams Take Time  | Jim Oscarsson         | 323 000 SEK   |
| 2012 | Fyraåringseliten                                       | Panne de Moteur   | Stefan Hultman        | 500 000 SEK   |
| 2012 | Lovely Godivas Lopp                                    | Tamla Celeber     | Roger Walmann         | 300 000 SEK   |
| 2012 | Årjängs Stora Sprinterlopp                             | Orecchietti       | Stefan Hultman        | 700 000 SEK   |
| 2012 | Gulddivisionens final, nov                             | Friction          | Stefan Melander       | 500 000 SEK   |
| 2013 | Treåringseliten                                        | Rolling Stones    | Stefan Hultman        | 300 000 SEK   |
| 2013 | Gulddivisionens final, sept                            | Panne de Moteur   | Stefan Hultman        | 300 000 SEK   |
| 2013 | Gulddivisionens final, dec                             | Maharajah         | Stefan Hultman        | 300 000 SEK   |
| 2014 | Gulddivisionens final, mars                            | Sanity            | Malin Lövgren         | 250 000 SEK   |
| 2014 | Gulddivisionens final, dec                             | Digital Ink       | Stefan Melander       | 250 000 SEK   |
| 2015 | Prix de Bourgogne                                      | Solvato           | Veijo Heiskanen       | 54 000 EUR    |
| 2015 | Gulddivisionens final, feb                             | Digital Ink       | Stefan Melander       | 250 000 SEK   |
| 2015 | Gulddivisionens final, mars                            | Digital Ink       | Stefan Melander       | 250 000 SEK   |
| 2015 | Fyraåringseliten                                       | Al Dente          | Catarina Lundström    | 500 000 SEK   |
| 2015 | Jämtlands Stora Pris                                   | Chelsea Boko      | Timo Nurmos           | 750 000 SEK   |
| 2015 | Årjängs Stora Sprinterlopp                             | Delicious U.S.    | Daniel Redén          | 600 000 SEK   |
| 2015 | C.L. Müllers Memorial                                  | Delicious U.S.    | Daniel Redén          | 500 000 SEK   |
| 2015 | Gulddivisionens final, nov                             | Delicious U.S.    | Daniel Redén          | 250 000 SEK   |
| 2016 | Prix Europole La Capelle                               | Your Highness     | Fabrice Souloy        | 45 000 EUR    |
| 2016 | Gulddivisionens final, feb                             | Spring Erom       | Dan Widegren          | 250 000 SEK   |
| 2016 | Fyraåringseliten för ston                              | Wild Honey        | Daniel Redén          | 250 000 SEK   |
| 2016 | Europamatchen                                          | Exodus Hanover    | Roger Walmann         | 300 000 NOK   |
| 2016 | Årjängs Stora Sprinterlopp                             | Nuncio            | Stefan Melander       | 600 000 SEK   |
| 2017 | Lovely Godivas Lopp                                    | Wild Honey        | Daniel Redén          | 250 000 SEK   |
| 2017 | Sweden Cup                                             | Volstead          | Stefan Melander       | 600 000 SEK   |
| 2017 | Fyraåringseliten                                       | Love Matters      | Daniel Redén          | 500 000 SEK   |
| 2017 | Energima Cup                                           | Turno di Azzurra  | Erik Bondo            | 300 000 NOK   |
| 2017 | Europamatchen                                          | Canari Match      | Daniel Redén          | 300 000 NOK   |
| 2017 | Gulddivisionens final, nov                             | VästerboontheNews | Lars Brindeborg       | 250 000 SEK   |
| 2018 | Norrlands Grand Prix                                   | Zack's Zoomer     | Stefan Melander       | 250 000 SEK   |
| 2019 | Gulddivisionens final, feb                             | Sorbet            | Daniel Redén          | 400 000 SEK   |
| 2019 | H.K.H. Prins Daniels Lopp / Gulddivisionens final, maj | Sorbet            | Daniel Redén          | 500 000 SEK   |
| 2019 | Fyraåringseliten                                       | Missle Hill       | Daniel Redén          | 500 000 SEK   |
| 2019 | Premio Going Kronos                                    | Acciaio           | Alessandro Gocciadoro | 600 000 SEK   |
| 2020 | Lovely Godivas Lopp                                    | Conrads Rödluva   | Daniel Redén          | 300 000 SEK   |
| 2020 | Fyraåringseliten för ston                              | Golden Tricks     | Daniel Redén          | 300 000 SEK   |
| 2020 | Treåringseliten / Breeders Course                      | Hell Bent For Am  | Stefan Melander       | 1 000 000 SEK |
| 2020 | Malmö Stads Pris                                       | Who's Who         | Pasi Aikio            | 250 000 SEK   |
| 2021 | Fyraåringseliten                                       | Sister Sledge     | Daniel Redén          | 500 000 SEK   |
| 2021 | Sto-SM                                                 | Honey Mearas      | Daniel Redén          | 500 000 SEK   |
| 2022 | Årjängs Stora Sprinterlopp                             | Don Fanucci Zet   | Daniel Redén          | 600 000 SEK   |

## Övriga större lopp
| År   | Lopp                                 | Häst               | Tränare                | Vinstbelopp |
| ---- | ------------------------------------ | ------------------ | ---------------------- | ----------- |
| 1989 | Gävle Stora Pris                     | Mr Lucken          | Örjan Kihlström        | 60 000 SEK  |
| 1990 | L.C. Peterson-Broddas Minneslöpning  | Mr Lucken          | Örjan Kihlström        | 200 000 SEK |
| 1990 | Guldbjörken                          | Mr Lucken          | Örjan Kihlström        | 100 000 SEK |
| 1990 | Klass II-final, maj                  | Flanör J.          | Per-Gunnar Johansson   | 75 000 SEK  |
| 1991 | Klass I-final, sept                  | Pripps Royal       | Örjan Kihlström        | 100 000 SEK |
| 1993 | Klass I-final, maj                   | Windtapper         | Örjan Kihlström        | 110 000 SEK |
| 1994 | Klass I-final, nov                   | Big Harry          | Bertil C. Johansson    | 110 000 SEK |
| 1995 | Klass II-final, feb                  | Hallo Boy          | Thomas Nilsson         | 100 000 SEK |
| 1995 | The Owners Trophy                    | Com Emil           | Leif Rydgren           | 150 000 SEK |
| 1995 | Klass II-final, sept                 | Com Feather        | Leif Rydgren           | 110 000 SEK |
| 1996 | Klass I-final, feb                   | Elan Brick         | Johan Karlsson         | 110 000 SEK |
| 1996 | Klass I-final, april                 | Tukatuka Nabi      | Roger Walmann          | 110 000 SEK |
| 1996 | Kalmarsundspokalen                   | Handbag            | Roger Walmann          | 200 000 SEK |
| 1996 | Silverdivisionens final, nov         | Super Tilly        | Torbjörn Jansson       | 160 000 SEK |
| 1997 | Bronsdivisionens final, feb          | Tukatuka Nabi      | Roger Walmann          | 140 000 SEK |
| 1997 | Klass II-final, juni                 | Speed Up           | Lisbeth Borg-Hugosson  | 110 000 SEK |
| 1999 | Bronsdivisionens final, april        | Douglas S.I.R.     | Anna-Karin Knight      | 140 000 SEK |
| 1999 | Silverdivisionens final, maj         | Douglas S.I.R.     | Anna-Karin Knight      | 160 000 SEK |
| 1999 | Klass II-final, sept                 | Big Axel           | Christer S.A. Karlsson | 110 000 SEK |
| 2000 | Klass II-final, april                | Human Behaviour    | Hans Adielsson         | 135 000 SEK |
| 2000 | Klass I-final, juli                  | Cantare            | Per-Gunnar Johansson   | 150 000 SEK |
| 2000 | Klass II-final, aug                  | Egypt Humber       | Göran Lång             | 135 000 SEK |
| 2000 | Klass I-final, nov                   | Glory and Gold     | Roger Walmann          | 150 000 SEK |
| 2000 | Silverdivisionens final, dec         | R.B. Impala        | Roger Walmann          | 200 000 SEK |
| 2001 | Klass I-final, feb                   | Experimental       | Stefan Hultman         | 150 000 SEK |
| 2001 | Bronsdivisionens final, april        | Nucleus            | Håkan Skoog            | 220 000 SEK |
| 2001 | Silverdivisionens final, juni        | No Pale            | Bernt-Ove Johansson    | 250 000 SEK |
| 2001 | Bronsdivisionens final, juni         | Titan Ås           | Per-Johan Lind         | 220 000 SEK |
| 2001 | Klass II-final, juni                 | Lönshults Napoleon | Kenneth Granlund       | 170 000 SEK |
| 2001 | Gävle Stora Pris                     | Styltan            | Leif Carlson           | 200 000 SEK |
| 2001 | Silverdivisionens final, nov         | Nucleus            | Håkan Skoog            | 250 000 SEK |
| 2002 | Klass I-final, juni                  | Steel Guitar       | Åke Svanstedt          | 190 000 SEK |
| 2002 | E.J:s Guldsko                        | Titan Ås           | Per-Johan Lind         | 150 000 SEK |
| 2002 | Big Noon-pokalen                     | Pegasus Boko       | Stefan Hultman         | 200 000 SEK |
| 2003 | Prins Carl Philips Jubileumspokal    | From Above         | Stefan Hultman         | 150 000 SEK |
| 2003 | Algot Scotts Minne                   | Titan Ås           | Per-Johan Lind         | 200 000 SEK |
| 2003 | Silverdivisionens final, aug         | Millan Pamela      | Svante Karlsson        | 250 000 SEK |
| 2003 | Mälarpriset                          | Dream Shogun       | Roger Walmann          | 200 000 SEK |
| 2003 | Silverdivisionens final, dec         | Giant Ferguson     | Steinar Holm           | 250 000 SEK |
| 2004 | Gösta Bergengrens Minne              | Dream Shogun       | Roger Walmann          | 150 000 SEK |
| 2004 | Silverdivisionens final, mars        | Gloves             | Roger Walmann          | 250 000 SEK |
| 2004 | Silverdivisionens final, juli        | Good Guy D.K.      | Peter Untersteiner     | 250 000 SEK |
| 2004 | Mälarpriset                          | Infant du Bossis   | Stefan Melander        | 300 000 SEK |
| 2004 | Klass I-final, dec                   | Lukas Lupin        | Veijo Heiskanen        | 190 000 SEK |
| 2004 | Klass II-final, dec                  | Simb Pokémon       | Roger Walmann          | 170 000 SEK |
| 2005 | Guldbjörken                          | General du Lupin   | Stefan Hultman         | 200 000 SEK |
| 2005 | Klass I-final, maj                   | Arn                | Per K. Andersson       | 190 000 SEK |
| 2005 | Klass II-final, juli                 | Opus Brick         | Roger Walmann          | 170 000 SEK |
| 2005 | Big Noon-pokalen                     | Jocose             | Stefan Hultman         | 200 000 SEK |
| 2005 | Mälarpriset                          | General du Lupin   | Stefan Hultman         | 150 000 SEK |
| 2006 | Klass I-final, feb                   | Peasant Gallant    | Kari Lähdekorpi        | 190 000 SEK |
| 2006 | Silverdivisionens final, dec         | Arnie Somolli      | Roger Walmann          | 250 000 SEK |
| 2007 | Silverdivisionens final, feb         | Arnie Somolli      | Roger Walmann          | 250 000 SEK |
| 2007 | Bronsdivisionens final, feb          | Born to Dance      | Roger Walmann          | 220 000 SEK |
| 2007 | Big Noon-pokalen                     | Dust All Over      | Roger Walmann          | 250 000 SEK |
| 2007 | Klass I-final, nov                   | Foolex             | Dan Widegren           | 200 000 SEK |
| 2008 | Klass II-final, maj                  | Mo Brynolf         | Ola Samuelsson         | 200 000 SEK |
| 2008 | Kalmarsundspokalen                   | Jaded              | Stefan Hultman         | 150 000 SEK |
| 2008 | Fyraåringsstjärnan                   | Rune U.S.          | Roger Walmann          | 150 000 SEK |
| 2008 | Diamantstoets final, okt             | Elviria            | Roger Walmann          | 150 000 SEK |
| 2008 | Klass II-final, dec                  | El Guerrouj        | Petri Puro             | 200 000 SEK |
| 2009 | Prix de Lille                        | Colombian Necktie  | Roger Walmann          | 488 925 SEK |
| 2009 | Klass II-final, jan                  | Marshland          | Stefan Hultman         | 200 000 SEK |
| 2009 | Diamantstoets final, april           | Vanessa du Ling    | Timo Nurmos            | 200 000 SEK |
| 2009 | L.C. Peterson-Broddas Minneslöpning  | Triton Sund        | Stefan Hultman         | 200 000 SEK |
| 2009 | Silverdivisionens final, maj         | Iceland            | Stefan Melander        | 250 000 SEK |
| 2009 | Klass I-final, maj                   | Start Brodde       | Kari Lähdekorpi        | 200 000 SEK |
| 2009 | Bronsdivisionens final, juni         | Derby Clipper      | Jan Hellstedt          | 220 000 SEK |
| 2009 | Silverdivisionens final, aug         | Iceland            | Stefan Melander        | 250 000 SEK |
| 2009 | Bronsdivisionens final, aug          | Target Player      | Timo Nurmos            | 220 000 SEK |
| 2009 | Big Noon-pokalen                     | Marshland          | Stefan Hultman         | 250 000 SEK |
| 2009 | Gävle Stora Pris                     | Intoxicated        | Christina Medin        | 300 000 SEK |
| 2009 | Klass II-final, dec                  | Zyrano Boko        | Stefan Hultman         | 200 000 SEK |
| 2010 | Berth Johanssons Memorial            | Maharajah          | Stefan Hultman         | 200 000 SEK |
| 2010 | Guldbjörken                          | Marshland          | Stefan Hultman         | 300 000 SEK |
| 2010 | The Owners Trophy                    | Triton Sund        | Stefan Hultman         | 250 000 SEK |
| 2010 | Diamantstoets final, dec             | Venise Launcher    | Roger Walmann          | 200 000 SEK |
| 2011 | Klass II-final, april                | Octopus            | Stig H. Johansson      | 200 000 SEK |
| 2011 | Guldbjörken                          | Maharajah          | Stefan Hultman         | 300 000 SEK |
| 2011 | Klass II-final, maj                  | Inhibited          | Stefan Melander        | 200 000 SEK |
| 2011 | Gösta Bergengrens Minne              | Marshland          | Stefan Hultman         | 200 000 SEK |
| 2011 | L.C. Peterson-Broddas Minneslöpning  | Marshland          | Stefan Hultman         | 200 000 SEK |
| 2011 | Silverdivisionens final, juli        | Sanity             | Malin Löfgren          | 300 000 SEK |
| 2011 | Vinterfavoriten                      | Dreams Take Time   | Jim Oscarsson          | 200 000 SEK |
| 2012 | Bronsdivisionens final, april        | Friction           | Stefan Melander        | 220 000 SEK |
| 2012 | Klass II-final, maj                  | Keep Well          | Sven-Åke Johansson     | 200 000 SEK |
| 2012 | Gävle Stora Pris                     | Timetosaygoodbye   | Catarina Lundström     | 200 000 SEK |
| 2012 | Klass II-final, nov                  | Digital Ink        | Stefan Melander        | 200 000 SEK |
| 2013 | Bronsdivisionens final, feb          | Oolong             | Stefan Hultman         | 220 000 SEK |
| 2013 | Klass II-final, feb                  | Tambur             | Thule Jonsson          | 200 000 SEK |
| 2013 | Prins Carl Philips Jubileumspokal    | Panne de Moteur    | Stefan Hultman         | 250 000 SEK |
| 2013 | Klass II-final, april                | Quality Questioned | Stefan Hultman         | 200 000 SEK |
| 2013 | Klass II-final, maj                  | Pink Elephant      | Stefan Hultman         | 200 000 SEK |
| 2013 | E.J:s Guldsko                        | Panne de Moteur    | Stefan Hultman         | 150 000 SEK |
| 2013 | The Owners Trophy                    | Maharajah          | Stefan Hultman         | 250 000 SEK |
| 2013 | Fyraåringsstjärnan                   | Magic Tonight      | Roger Walmann          | 200 000 SEK |
| 2013 | Silverdivisionens final, sept        | Stormysky          | Reijo Liljendahl       | 300 000 SEK |
| 2014 | Algot Scotts Minne                   | Magic Tonight      | Roger Walmann          | 100 000 SEK |
| 2014 | Diamantstoets final, maj             | Kiss Me Kemp       | Robert Bergh           | 200 000 SEK |
| 2014 | Breeders' Crown Open Trot            | Commander Crowe    | Fabrice Souloy         | 500 000 USD |
| 2014 | Vinterfavoriten                      | Cupido Sisu        | Petri Salmela          | 200 000 SEK |
| 2015 | Mälarpriset                          | Digital Ink        | Stefan Melander        | 150 000 SEK |
| 2015 | Algot Scotts Minne                   | Magic Tonight      | Roger Walmann          | 150 000 SEK |
| 2015 | Klass II-final, maj                  | Mellby Collector   | Roger Walmann          | 200 000 SEK |
| 2015 | Silverdivisionens final, juni        | Nimbus C.D.        | Stefan Hultman         | 220 000 SEK |
| 2015 | Fresh Yankee Mare Trot               | D'One              | Roger Walmann          | 652 674 SEK |
| 2015 | Muscle Hill Open Mare Trot           | D'One              | Roger Walmann          | 670 166 SEK |
| 2015 | Silverdivisionens final, aug         | Venkatesh          | Stefan Hultman         | 220 000 SEK |
| 2015 | Diamantstoets final, sept            | Raffinos           | Roger Walmann          | 200 000 SEK |
| 2015 | Gävle Stora Pris                     | Digital Ink        | Stefan Melander        | 150 000 SEK |
| 2015 | Vinterfavoriten                      | Undine             | Catarina Lundström     | 200 000 SEK |
| 2015 | Johan Jacobssons Minne               | Timbal             | Robert Bergh           | 150 000 SEK |
| 2015 | Klass I-final, dec                   | Beppe Am           | Roger Walmann          | 200 000 SEK |
| 2016 | Sto-SM, kallblod                     | Järvsö Blomster    | Jan-Olov Persson       | 250 000 SEK |
| 2016 | The Owners Trophy                    | Tobin Kronos       | Daniel Redén           | 200 000 SEK |
| 2016 | Big Noon-pokalen                     | French Laundry     | Stefan Melander        | 200 000 SEK |
| 2016 | Klass I-final, sept                  | Ottens Casher      | Roger Walmann          | 200 000 SEK |
| 2016 | Klass II-final, dec                  | Test Drive         | Stefan Melander        | 200 000 SEK |
| 2017 | Margaretas Tidiga Unghästserie, feb  | Lorina Citron      | Björn Goop             | 300 000 SEK |
| 2017 | Berth Johanssons Memorial            | Tobin Kronos       | Daniel Redén           | 200 000 SEK |
| 2017 | Klass II-final, maj                  | Uppohoppa          | Pasi Aikio             | 200 000 SEK |
| 2017 | Silverdivisionens final, juli        | Whitehouse Express | Daniel Redén           | 220 000 SEK |
| 2017 | Klass I-final, juli                  | Test Drive         | Stefan Melander        | 200 000 SEK |
| 2017 | Sto-SM, kallblod                     | Järvsö Blomster    | Jan-Olov Persson       | 250 000 SEK |
| 2017 | Svenskt Kallblodsderby               | Järvsö Pegasus     | Jan-Olov Persson       | 700 000 SEK |
| 2018 | Lady Snärts Lopp                     | Double Exposure    | Daniel Redén           | 250 000 SEK |
| 2018 | Diamantstoets final, maj             | Rita C.D.          | Hans R. Strömberg      | 250 000 SEK |
| 2018 | Ina Scots Ära                        | Zack's Zoomer      | Stefan Melander        | 300 000 SEK |
| 2018 | Silverdivisionens final, juni        | Don't Mind Me      | Daniel Redén           | 300 000 SEK |
| 2018 | Bronsdivisionens final, juni         | Urban Kronos       | Roger Walmann          | 250 000 SEK |
| 2018 | Big Noon-pokalen                     | Snowstorm Hanover  | Stefan Melander        | 300 000 SEK |
| 2018 | Gävle Stora Pris                     | Volstead           | Stefan Melander        | 200 000 SEK |
| 2018 | Uno Sweds Minneslopp                 | Love Matters       | Daniel Redén           | 200 000 SEK |
| 2018 | Fyraåringsstjärnan                   | Perfect Spirit     | Daniel Redén           | 150 000 SEK |
| 2019 | Margaretas Tidiga Unghästserie, jan  | Adrian's Fight     | Lars S. Nielsen        | 300 000 SEK |
| 2019 | Silverdivisionens final, feb         | Erik Sting         | Timo Nurmos            | 300 000 SEK |
| 2019 | Berth Johanssons Memorial            | Son of God         | Daniel Redén           | 200 000 SEK |
| 2019 | Bronsdivisionens final, maj          | Bucks to Burn      | Daniel Redén           | 250 000 SEK |
| 2019 | Klass II-final, maj                  | Viking Brodde      | Timo Nurmos            | 250 000 SEK |
| 2019 | Silverdivisionens final, juli        | Bucks to Burn      | Daniel Redén           | 300 000 SEK |
| 2019 | Bronsdivisionens final, aug          | Global Undecided   | Timo Nurmos            | 250 000 SEK |
| 2019 | Klass II-final, sept                 | Deede Star         | Timo Nurmos            | 250 000 SEK |
| 2019 | Sören Nordins Lopp                   | Digital Summit     | Stefan Melander        | 100 000 SEK |
| 2019 | Klass I-final, dec                   | Seismic Wave       | Timo Nurmos            | 250 000 SEK |
| 2020 | Bronsdivisionens final, mars         | Burning Man        | Petri Puro             | 220 000 SEK |
| 2020 | Lady Snärts Lopp                     | Double Exposure    | Daniel Redén           | 250 000 SEK |
| 2020 | Klass II-final, maj                  | Don Fanucci Zet    | Daniel Redén           | 250 000 SEK |
| 2020 | Bronsdivisionens final, maj          | Seismic Wave       | Timo Nurmos            | 250 000 SEK |
| 2020 | Bronsdivisionens final, juni         | Ribaude            | Björn Goop             | 220 000 SEK |
| 2020 | Big Noon-pokalen                     | Golden Tricks      | Daniel Redén           | 300 000 SEK |
| 2021 | Guldbjörken                          | Missle Hill        | Daniel Redén           | 200 000 SEK |
| 2021 | Silverdivisionens final, aug         | Born Unicorn       | Daniel Redén           | 250 000 SEK |
| 2021 | Bronsdivisionens final, aug          | Rackham            | Christoffer Eriksson   | 220 000 SEK |
| 2021 | Silverdivisionens final, sept        | Admiral As         | Reijo Liljendahl       | 250 000 SEK |
| 2021 | Diamantstoets final, sept            | Rarity A.F.        | Christoffer Eriksson   | 220 000 SEK |
| 2021 | Silverdivisionens final, nov         | Admiral As         | Reijo Liljendahl       | 250 000 SEK |
| 2021 | Klass I-final, nov                   | Bugatti Miles      | Daniel Redén           | 220 000 SEK |
| 2022 | Klass I-final, feb                   | Amalencius B.B.    | Timo Nurmos            | 220 000 SEK |
| 2022 | Bronsdivisionens final, feb          | Champ Lane         | Timo Nurmos            | 220 000 SEK |
| 2022 | Margaretas Tidiga Unghästserie, mars | Iznogoud Am        | Stefan P. Pettersson   | 300 000 SEK |